# Ђо Ин Фан
Ђо Ин Фан (Хонгконг, 28. октобар 1952) јесте кинеска уметница. Она своја ликовна дела — кинеске слике, првенствено ствара у кинеском тушу на пиринчаном папиру.

## Живот и каријера
Рођена је у Хонгконгу 1952. године, у коме се и школовала. Дипломирала је на Одељењу лепих уметности у оквиру колеџа Нова Азија, на Кинеском универзитету у Хонгконгу 1975. године. Као стипендиста јапанске владе, истраживала је образовање у уметности у Јапану (1981 — 1983).
Предавала је уметност на колеџу Когнићио (Каулон) у Хонгконгу. Од 1975—1978. године уређивала је часописе Уметност и књижевност и Часопис за уметност и књижевност у Хонгконгу. Време од 1979. до 1981. године, провела је на последипломским студијама за образовање у Хонгконгу.
Потом је једно време живела у и усавршавала се у бившој Југославији, где је имала 11 самосталних изложби.
Ђо се вратила у Хонгконг 1991. и од тада активно промовише и подучава кинеско сликарство. Током 2009. године основала је студио „Бела кутија” у оквиру Центра за креативне уметности Џокеј клуба, чији је и директор.
Данас је укључена у рад Удружења дипломираних утметника Кинеског Универзитета у Хонгконгу и редовно учествује на изложбама овог удружења.
Била је кључна особа у организацији две изложбе уметника из Хонгконга у Србији; 2015. године у Пироту (под насловом „Балканска импресија”) и 2016. године, у Крушевцу (са темом „Погледи са Далеког истика”).

## Ликовно стваралаштво
Њени уметнички радови су махом кинеске слике израђене у кинеском тушу на пиринчаном папиру, а развила је технику кинеског сликања са колажом који се природно утапа у „урамљивање” кинеских слика.
Свој сликарски сензибилитет Ђо Ин Фан проналази у средњовековном градитељству Србије, бројним градовима Шпаније, Француске... у којима често борави и Хонгконгу у коме трајно живи и ствара. Њен ликовни циљ није да опонаша неке савремене трендове у ликовности, који јој се обилато нуде, већ на основу свог сопственог стила, инстикта и ликовног резона, ствара древним кинсеким техникама у које уноси сопствене оригиналне акценте.
Такође ослањајући се на на интуитивни тренуртак, на лицу места, Ђо Ин Фан даје интелектуални печета сопственим остварењима, у којима спаја прагматичну архитектонску науку са доминмантним барокним звоницима, предвидљивим уметничким сензибилитетом, на само њој својствен начин, и осмишљавајући градитељску магију Европског пост - средњовековног бића.
Али свакако је Ђо Ин Фан, неприкословена у кинеском колажу, техници која се одвија током монтирања (лепљења) кинеских слика, чиме остварује нову врсту композиције. Та занатска коректност омогућила је уметници да оствари директну комуникацију са посматрачима њених дела.
Током боравка у Србији, на једној од ликовној колонија, Ђо Ин Фан, је стврала своје слике и у Ђавољој Вароши за коју каже ... диван природни свет песка и камена који показује човеку Ђавоља варош, ме неодољиво подсећа на древну будистичку изреку: Једно зрно песка, један камен – један свет.